# Retusidae
Retusidae is een familie van weekdieren uit de klasse van de Gastropoda (slakken).

## Geslachten
- Pyrunculus Pilsbry, 1895
- Relichna Rudman, 1971
- Retusa T. Brown, 1827
- Sulcoretusa J. Q. Burch, 1945